# Frauenaurach

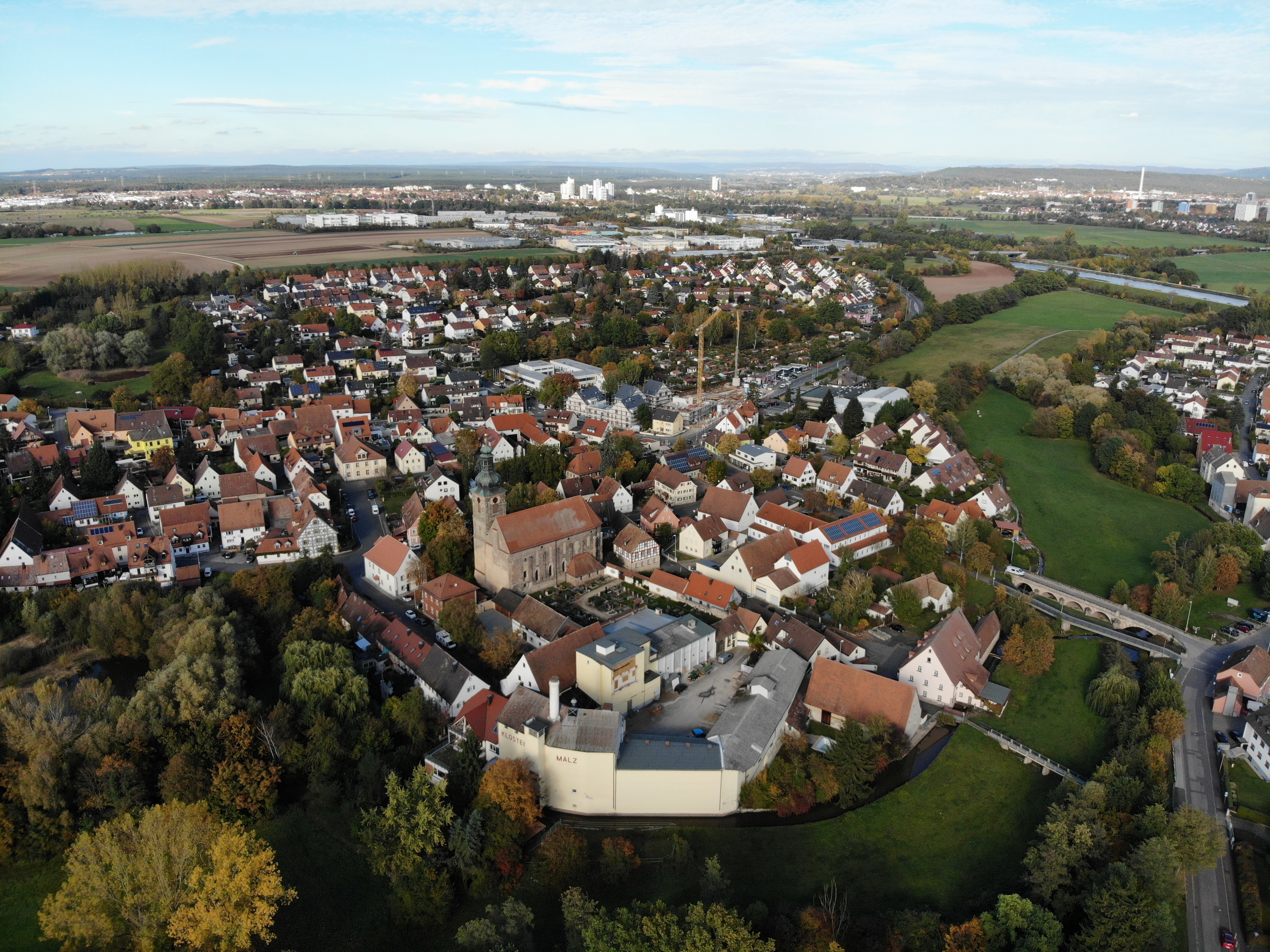
Frauenaurach Ortsmitte Luftbild (2019)

Frauenaurach ist eine Gemarkung der kreisfreien Stadt Erlangen und umfasst eine Fläche von 5,49 km². Es liegt sieben Kilometer südwestlich des Stadtzentrums von Erlangen im Tal der Mittleren Aurach.

## Geschichte

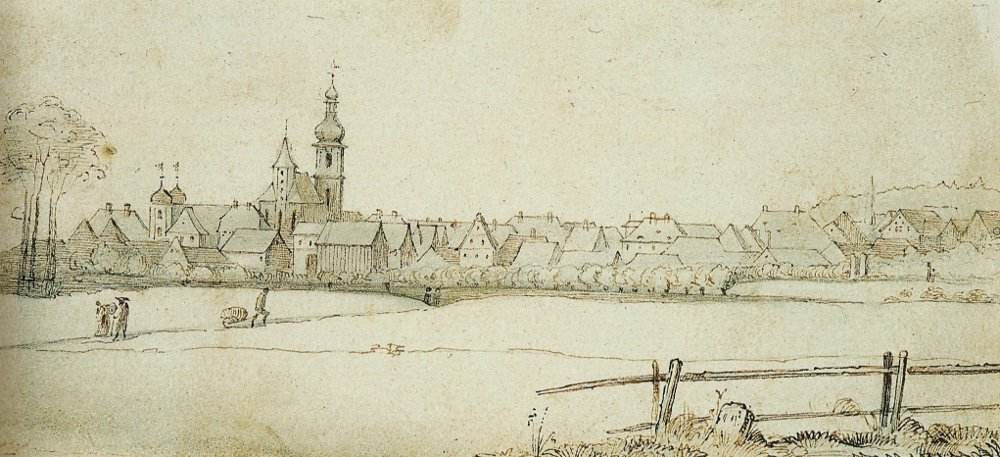
Frauenaurach 1839

Der Name des Stadtteiles geht auf die Aurach und ein Nonnenkloster zurück, das 1267 von Herdegen von Gründlach gestiftet und 1271 vom Dominikaner-Orden über Kloster Engelthal besetzt wurde.
1548 kam das Kloster in den Besitz der Markgrafen von Brandenburg-Kulmbach und wurde bis 1796 von einem Klosteramt verwaltet. Ab 1616 wurde Frauenaurach eine kleine markgräfliche Nebenresidenz. Der Ort wurde im Dreißigjährigen Krieg nahezu entvölkert. Die der Zerstörung entgangenen Reste der Klosteranlage wurden 1862 weitgehend abgetragen.
Die Gemeinde hatte 1972 insgesamt 3387 Einwohner. Am 1. Juli 1972 wurde sie im Zuge der Gemeindegebietsreform in die Stadt Erlangen eingemeindet.

## Sehenswürdigkeiten

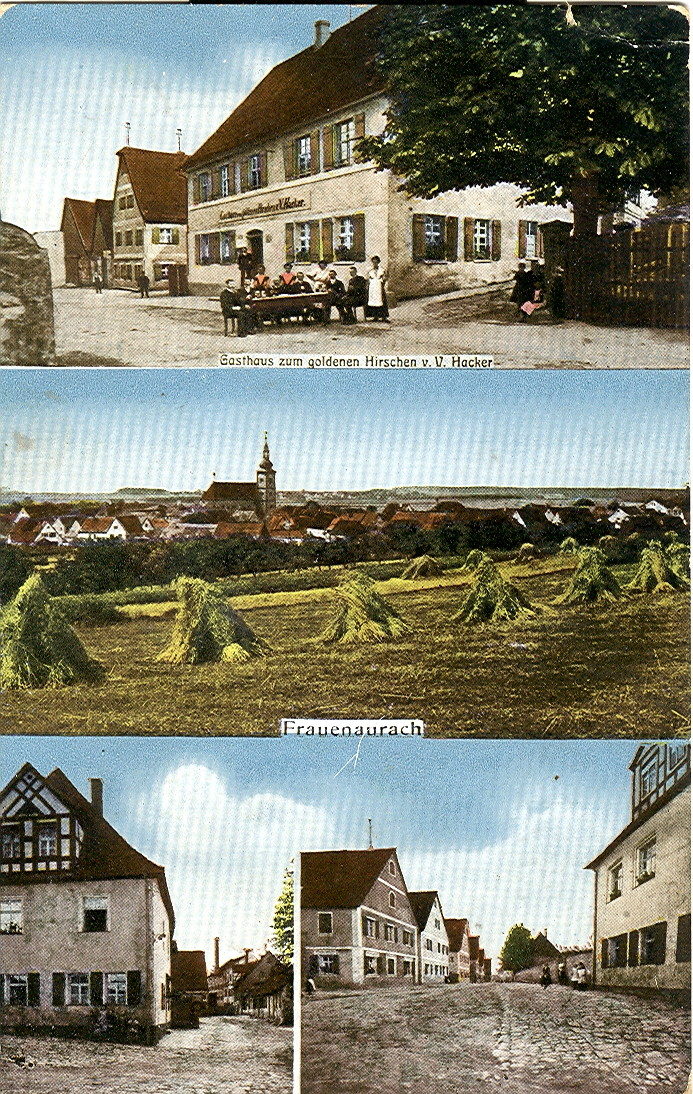
Frauenaurach 1915

- In der evangelischen Gemeinde Frauenaurach existiert die Klosterkirche, deren Bau im Hochmittelalter begonnen wurde. Sie ist dem Evangelisten Matthäus gewidmet. Ursprünglich lag sie im Bereich eines Nonnenklosters, das um das Jahr 1267 entstanden ist (Kloster Frauenaurach).[4]
- Das Hotel Schwarzer Adler ist ein 300 Jahre altes denkmalgeschütztes Fachwerkhaus.[5]
- Im Museum im Amtshausschüpfla finden kulturhistorische Ausstellungen statt.[6]

## Infrastruktur und Verkehr
Frauenaurach verfügt über eine Grundschule und zwei Kindergärten.
Außer regelmäßigen Busverbindungen nach Erlangen, Herzogenaurach und die umliegenden Ortschaften wurde bis zur Einstellung des Personenverkehrs 1984 der Frauenauracher Bahnhof an der Bahnstrecke Erlangen-Bruck–Herzogenaurach bedient.
Frauenaurach liegt am Main-Donau-Kanal und verfügt mit dem Erlanger Hafen und der Lände Frauenaurach über zwei trimodale Güterverkehrszentren. An der Lände Erlangen ist auch eine Anbindung zu der Personenschifffahrt möglich.

## Töchter und Söhne
- Michael Alexander Lips (1779–1838), Staatswissenschaftler und Hochschullehrer
- Karl May (1884–1961), Bildhauer, Maler und Zeichner